# Dark Colony
Dark Colony — компьютерная игра в жанре RTS 1997 года выпуска, разработанная GameTek опубликованная Strategic Simulations, Inc.. Предназначена для Microsoft Windows и Mac OS.

## Обзор
Действие игры разворачивается в 2137 году в Темной Колонии на Марсе. Люди обнаружили на красной планете «замечательный источник энергии» по имени Петра-7. Ради более лёгкой добычи Петры-7 люди начинают терраформинг планеты. В начале игры показано, как создаются джунгли и пустыни, годные для людей. Все, похоже, идет хорошо, пока не появляются Таар, представители рассеянной и умирающей инопланетной расы, ищущие новый мир, и Марс им, кажется, хорошо подходит. Поэтому прежде, чем освоиться на Марсе, они решили избавиться от десанта людей.
Игра состоит из двух кампаний, где игроки могут сыграть как за людей, командуя колонизационным корпусом Пан Лума Индастрис (одной из корпораций, наряду с АэроГен и Стратус отвечающей за марсианский проект), цель которого состоит в борьбе и победе над инопланетной угрозой, так и за Серых, у которых есть цель убрать человеческое присутствие на Марсе и занять его.

## Баланс
Dark Colony является одной из первых RTS с поддержкой тактических различий сторон в зависимости от суточного цикла, поскольку Серые гораздо лучше ориентируются в пространстве в ночное время, а люди — в дневное. В остальном, кроме внешнего вида, обе армии имеют наборы почти одинаковых по свойствам боевых единиц, от пехоты и медиков до артиллерии и авиации.

## Оценки
| Русскоязычные издания | Русскоязычные издания |
| Издание               | Оценка                |
| --------------------- | --------------------- |
| «Игромания»           | [ 1 ]                 |
| «Страна игр»          | 8/10                  |

## Dark Colony: The Council Wars
Dark Colony: The Council Wars — расширение игры, опубликованное в 1998 году.
Игрок может увидеть разбитые летающие тарелки, маркировку крепости Таар, и вернуться в Зону 51, населенную гремучими змеями. Кроме того, привычные типы местности имеют немного другой внешний вид, добавлены новые окружающие звуки.
Геймплей включает в себя окончательную ликвидацию людей при игре за Таар или уничтожение пришельцев при игре за людей.